# Paprykarz szczeciński
 (mars 2025).
Le paprykarz szczeciński est une pâte à tartiner polonaise à base de poisson en conserve, composée de poisson haché, de riz, de sauce tomate et d'huile végétale, assaisonnée d'oignon, de sel et d'épices. Elle se présente sous la forme d'une pâte brun-rougeâtre avec des grains de riz visibles. La recette, inspirée d'un plat d'Afrique de l'Ouest goûté par des pêcheurs polonais, a été mise au point dans les années 1960 dans une entreprise publique de pêche hauturière et de transformation du poisson basée dans la ville portuaire de Szczecin, dans le nord-ouest de la Pologne. Il s'agit d'un en-cas populaire, notamment auprès des étudiants, qui reste un symbole de l'identité locale de Szczecin.

## Étymologie
Le terme paprykarz szczeciński est polonais. Le mot paprykarz désigne un ragoût épicé assaisonné de paprika, ou de piment en poudre. Il dérive du hongrois paprikás, qui désigne un plat de viande (bœuf, veau, porc ou poulet) mijoté avec des oignons, du paprika et de la crème aigre, connu hors de Hongrie comme une variante du goulasch. L'adjectif szczeciński désigne tout ce qui vient de ou est lié à Szczecin, une ville portuaire de Poméranie occidentale, au nord-ouest de la Pologne.

## Description
Les ingrédients du paprykarz szczeciński diffèrent selon les producteurs, mais ils comprennent généralement du poisson haché de différentes sortes, de la sauce tomate, du riz, de l'oignon, de l'huile végétale et des épices. Une norme polonaise introduite en 1967 spécifie le « poivre du Nigéria » comme épice principale. La pâte à tartiner est une pâte uniforme de couleur rouge clair à foncé ou brun rougeâtre, avec des grains de riz visibles. La consistance est ferme, allant de légèrement sèche à juteuse, avec éventuellement une fine couche d'huile à la surface. Le produit est stérilisé et conditionné dans des boîtes en acier ou en aluminium.

## Histoire

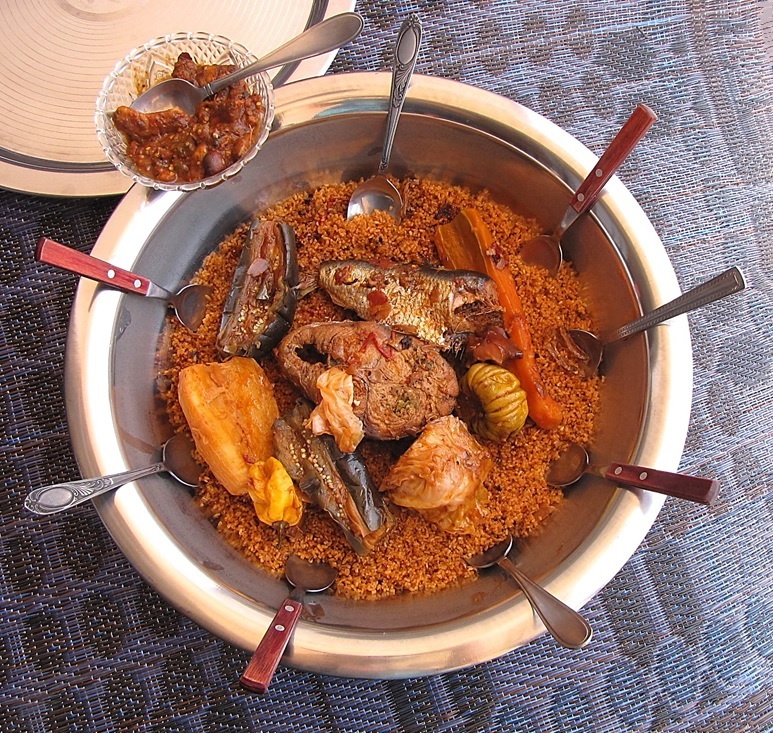
Le thiéboudiène, ou ceebu jën, est un plat sénégalais à base de riz, poisson, huile, tomates et autres légumes.

La recette originale du paprykarz szczeciński est attribuée à Wojciech Jakacki (1924-1987), directeur adjoint et responsable de la production de PPDiUR Gryf (Griffin), une entreprise publique de pêche hauturière et de transformation du poisson basée à Szczecin,. Son invention est le résultat d'un projet d'amélioration de l'efficacité dont l'objectif était de trouver un moyen d'utiliser les déchets de poisson laissés par la découpe des blocs de poisson congelé sur les chalutiers de pêche de Gryf[5]. La recette a été mise au point dans les laboratoires de Gryf entre 1965 et 1967,. L'activité de pêche hauturière de la société se situait alors au large des côtes de l'Afrique de l'Ouest. Selon Bogusław Borysowicz, cofondateur et employé de longue date de Gryf, la recette a été inspirée par le chop-chop, un mets d'Afrique de l'Ouest dégusté par les pêcheurs de Gryf dans l'un des ports locaux. Le plat contenait du poisson, du riz et une épice piquante appelée pima. En 1967, Jakacki et ses collègues ont obtenu un certificat de proposition de rationalisation qui, en vertu de la loi communiste sur la propriété intellectuelle, leur accordait des droits de propriété limités sur leur idée d'amélioration et les autorisait à la mettre en place. Les premières boîtes de paprykarz szczeciński ont été fabriquées la même année.
À l'origine, le paprykarz szczeciński contenait des restes de diverses sortes de poissons pêchés au large des côtes ouest-africaines, comme le porgy rouge, ainsi que de la pulpe de tomate importée des pays du sud du bloc de l'Est - Bulgarie, Hongrie et Roumanie - et une épice importée du Nigeria. La part de poisson a changé avec le temps, à mesure que Gryf déplaçait sa flotte de pêche vers de nouveaux lieux ; à différents moments, la pâte contenait du colin d'Alaska et du grenadier bleu de l'océan Pacifique ou du merlan bleu du sud des eaux entourant les îles Malouines. À la fin des années 1960, la société avait quitté les eaux d'Afrique de l'Ouest en raison de la guerre civile nigériane ; en 1977, elle s'est retirée du nord de l'océan Pacifique lorsque le Canada et les États-Unis ont revendiqué leurs zones économiques exclusives ; et en 1982, elle a dû abandonner les eaux des Malouines en raison de la guerre entre l'Argentine et la Grande-Bretagne.
En raison de son faible prix et de sa longue durée de conservation, la pâte à tartiner a rapidement gagné en popularité parmi les étudiants, les artistes et les randonneurs polonais,. Au tournant des années 1980, le paprykarz szczeciński représentait environ 50 % de la production annuelle totale de conserves de poisson de Gryf, soit 22 000 tonnes (24 000 tonnes courtes). Le produit est devenu le hit de l'exportation de la Pologne qui a été vendu à 32 pays, dont la Côte d'Ivoire, le Danemark, la Hongrie, le Japon, la Jordanie, le Liberia, l'Union soviétique, le Togo et les États-Unis. Selon le rapport interne de Gryf, la recette a été copiée en Colombie, qui a exporté sa propre version de la pâte à tartiner au poisson dans les pays voisins.

### Sources
- Alan Davidson, The Oxford Companion to Food, Oxford University Press, 2014 (1re éd. 1999) (ISBN 9780199677337, lire en ligne), « Goulash », p. 358
- (en) Megan Duffy, « Ceeb ak Jën: Deconstructing Senegal's National Plate in Search of Cultural Values », Independent Study Project (ISP) Collection, no 669,‎ 2009, p. 8–9 (lire en ligne, consulté le 21 mai 2016)
- Magnus Huber, Ghanaian Pidgin English in its West African Context: A sociohistorical and structural analysis, John Benjamins Publishing, 1999 (ISBN 978-90-272-4882-4, lire en ligne), p. 99
- Olimpiad S. Ioffe, Soviet Civil Law, Martinus Nijhoff Publishers, 1988 (ISBN 90-247-3676-5, lire en ligne), p. 348
- (pl + en) Szymon Kaczmarek, « Gdzie dobrze zjeść? » [« The best places to eat »], Wydawnictwo Prestiż, Szczecin,‎ 2013, p. 29–30 (lire en ligne, consulté le 21 mai 2016)
- (pl) « Niedoszłe 50. urodziny rybackiego Gryfa » [« The would-be 50th birthday of the Gryf fishing company »], Portal Morski,‎ 19 avril 2007 (lire en ligne, consulté le 21 mai 2016)
- (pl) « Paprykarz szczeciński », sur Ministerstwo Rolnictwa i Rozwoju Wsi, 13 décembre 2010
- (pl) Marek Rudnicki, « Paprykarz szczeciński był opatentowany? » [« Has paprykarz szczeciński been patented? »], Głos Szczeciński, Szczecin,‎ 30 janvier 2011 (lire en ligne, consulté le 22 mai 2016)
- (pl) « Wojciech Jakacki », sur Strona Rodziny Jakackich (archivé sur Internet Archive)
- (pl) Adam Zadworny, « Kultowa puszka Gryfa » [« Gryf's cult can »], Gazeta Wyborcza, Szczecin,‎ 20 novembre 2003 (lire en ligne, consulté le 21 mai 2016)
- (pl) Adam Zadworny, « Jak zostaliśmy 'paprykarzami' » [« How we've become the "Paprykarzes" »], Gazeta Wyborcza, Szczecin,‎ 7 août 2010 (lire en ligne, consulté le 21 mai 2016)